# Crocidura nigrofusca
Crocidura nigrofusca là một loài động vật có vú trong họ Chuột chù, bộ Soricomorpha. Loài này được Matschie mô tả năm 1895.